# Llista d'asteroides/155701-155800
| Nom      | Designació provisional | Data de descobriment   | Lloc de descobriment | Descobridor/s |
| -------- | ---------------------- | ---------------------- | -------------------- | ------------- |
| 155701 - | 2000 QS67              | 28 d'agost de 2000     | Socorro              | LINEAR        |
| 155702 - | 2000 QJ69              | 26 d'agost de 2000     | Kitt Peak            | Spacewatch    |
| 155703 - | 2000 QY77              | 24 d'agost de 2000     | Socorro              | LINEAR        |
| 155704 - | 2000 QJ89              | 25 d'agost de 2000     | Socorro              | LINEAR        |
| 155705 - | 2000 QZ104             | 28 d'agost de 2000     | Socorro              | LINEAR        |
| 155706 - | 2000 QF122             | 25 d'agost de 2000     | Socorro              | LINEAR        |
| 155707 - | 2000 QP123             | 25 d'agost de 2000     | Socorro              | LINEAR        |
| 155708 - | 2000 QD138             | 31 d'agost de 2000     | Socorro              | LINEAR        |
| 155709 - | 2000 QN147             | 28 d'agost de 2000     | Socorro              | LINEAR        |
| 155710 - | 2000 QW150             | 25 d'agost de 2000     | Socorro              | LINEAR        |
| 155711 - | 2000 QP160             | 31 d'agost de 2000     | Socorro              | LINEAR        |
| 155712 - | 2000 QA175             | 31 d'agost de 2000     | Socorro              | LINEAR        |
| 155713 - | 2000 QS185             | 26 d'agost de 2000     | Socorro              | LINEAR        |
| 155714 - | 2000 QK187             | 26 d'agost de 2000     | Socorro              | LINEAR        |
| 155715 - | 2000 QK191             | 26 d'agost de 2000     | Socorro              | LINEAR        |
| 155716 - | 2000 QE196             | 28 d'agost de 2000     | Socorro              | LINEAR        |
| 155717 - | 2000 QQ210             | 31 d'agost de 2000     | Socorro              | LINEAR        |
| 155718 - | 2000 QT210             | 31 d'agost de 2000     | Socorro              | LINEAR        |
| 155719 - | 2000 QD214             | 31 d'agost de 2000     | Socorro              | LINEAR        |
| 155720 - | 2000 QF214             | 31 d'agost de 2000     | Socorro              | LINEAR        |
| 155721 - | 2000 QQ214             | 31 d'agost de 2000     | Socorro              | LINEAR        |
| 155722 - | 2000 QS222             | 21 d'agost de 2000     | Anderson Mesa        | LONEOS        |
| 155723 - | 2000 QK229             | 31 d'agost de 2000     | Socorro              | LINEAR        |
| 155724 - | 2000 QD244             | 24 d'agost de 2000     | Socorro              | LINEAR        |
| 155725 - | 2000 RO8               | 1 de setembre de 2000  | Socorro              | LINEAR        |
| 155726 - | 2000 RL35              | 1 de setembre de 2000  | Socorro              | LINEAR        |
| 155727 - | 2000 RN40              | 3 de setembre de 2000  | Socorro              | LINEAR        |
| 155728 - | 2000 RP47              | 3 de setembre de 2000  | Socorro              | LINEAR        |
| 155729 - | 2000 RU63              | 3 de setembre de 2000  | Socorro              | LINEAR        |
| 155730 - | 2000 RQ64              | 1 de setembre de 2000  | Socorro              | LINEAR        |
| 155731 - | 2000 RH81              | 1 de setembre de 2000  | Socorro              | LINEAR        |
| 155732 - | 2000 RZ86              | 2 de setembre de 2000  | Anderson Mesa        | LONEOS        |
| 155733 - | 2000 RN89              | 3 de setembre de 2000  | Socorro              | LINEAR        |
| 155734 - | 2000 RJ97              | 5 de setembre de 2000  | Anderson Mesa        | LONEOS        |
| 155735 - | 2000 RZ101             | 5 de setembre de 2000  | Anderson Mesa        | LONEOS        |
| 155736 - | 2000 RN103             | 5 de setembre de 2000  | Anderson Mesa        | LONEOS        |
| 155737 - | 2000 SK6               | 20 de setembre de 2000 | Socorro              | LINEAR        |
| 155738 - | 2000 SB16              | 23 de setembre de 2000 | Socorro              | LINEAR        |
| 155739 - | 2000 SY30              | 24 de setembre de 2000 | Socorro              | LINEAR        |
| 155740 - | 2000 SF46              | 22 de setembre de 2000 | Socorro              | LINEAR        |
| 155741 - | 2000 SK56              | 24 de setembre de 2000 | Socorro              | LINEAR        |
| 155742 - | 2000 SH59              | 24 de setembre de 2000 | Socorro              | LINEAR        |
| 155743 - | 2000 SO60              | 24 de setembre de 2000 | Socorro              | LINEAR        |
| 155744 - | 2000 SC61              | 24 de setembre de 2000 | Socorro              | LINEAR        |
| 155745 - | 2000 SO67              | 24 de setembre de 2000 | Socorro              | LINEAR        |
| 155746 - | 2000 SX67              | 24 de setembre de 2000 | Socorro              | LINEAR        |
| 155747 - | 2000 SV93              | 23 de setembre de 2000 | Socorro              | LINEAR        |
| 155748 - | 2000 SV95              | 23 de setembre de 2000 | Socorro              | LINEAR        |
| 155749 - | 2000 SR97              | 23 de setembre de 2000 | Socorro              | LINEAR        |
| 155750 - | 2000 SK102             | 24 de setembre de 2000 | Socorro              | LINEAR        |
| 155751 - | 2000 SY102             | 24 de setembre de 2000 | Socorro              | LINEAR        |
| 155752 - | 2000 SP110             | 24 de setembre de 2000 | Socorro              | LINEAR        |
| 155753 - | 2000 SJ112             | 24 de setembre de 2000 | Socorro              | LINEAR        |
| 155754 - | 2000 SB118             | 24 de setembre de 2000 | Socorro              | LINEAR        |
| 155755 - | 2000 SK124             | 24 de setembre de 2000 | Socorro              | LINEAR        |
| 155756 - | 2000 SY127             | 24 de setembre de 2000 | Socorro              | LINEAR        |
| 155757 - | 2000 SY132             | 23 de setembre de 2000 | Socorro              | LINEAR        |
| 155758 - | 2000 SJ139             | 23 de setembre de 2000 | Socorro              | LINEAR        |
| 155759 - | 2000 SG140             | 23 de setembre de 2000 | Socorro              | LINEAR        |
| 155760 - | 2000 SP147             | 24 de setembre de 2000 | Socorro              | LINEAR        |
| 155761 - | 2000 SN161             | 19 de setembre de 2000 | Haleakala            | NEAT          |
| 155762 - | 2000 SC164             | 24 de setembre de 2000 | Socorro              | LINEAR        |
| 155763 - | 2000 SJ178             | 28 de setembre de 2000 | Socorro              | LINEAR        |
| 155764 - | 2000 SS178             | 28 de setembre de 2000 | Socorro              | LINEAR        |
| 155765 - | 2000 SM189             | 22 de setembre de 2000 | Kitt Peak            | Spacewatch    |
| 155766 - | 2000 SO223             | 27 de setembre de 2000 | Socorro              | LINEAR        |
| 155767 - | 2000 SZ228             | 28 de setembre de 2000 | Socorro              | LINEAR        |
| 155768 - | 2000 SC232             | 26 de setembre de 2000 | Socorro              | LINEAR        |
| 155769 - | 2000 ST232             | 30 de setembre de 2000 | Socorro              | LINEAR        |
| 155770 - | 2000 SF238             | 25 de setembre de 2000 | Socorro              | LINEAR        |
| 155771 - | 2000 SK238             | 26 de setembre de 2000 | Socorro              | LINEAR        |
| 155772 - | 2000 SM240             | 25 de setembre de 2000 | Socorro              | LINEAR        |
| 155773 - | 2000 ST240             | 26 de setembre de 2000 | Socorro              | LINEAR        |
| 155774 - | 2000 SS244             | 24 de setembre de 2000 | Socorro              | LINEAR        |
| 155775 - | 2000 SZ247             | 24 de setembre de 2000 | Socorro              | LINEAR        |
| 155776 - | 2000 SD275             | 28 de setembre de 2000 | Socorro              | LINEAR        |
| 155777 - | 2000 SY282             | 23 de setembre de 2000 | Socorro              | LINEAR        |
| 155778 - | 2000 SF287             | 26 de setembre de 2000 | Socorro              | LINEAR        |
| 155779 - | 2000 SQ290             | 27 de setembre de 2000 | Socorro              | LINEAR        |
| 155780 - | 2000 SM304             | 30 de setembre de 2000 | Socorro              | LINEAR        |
| 155781 - | 2000 SX311             | 27 de setembre de 2000 | Socorro              | LINEAR        |
| 155782 - | 2000 SG334             | 26 de setembre de 2000 | Haleakala            | NEAT          |
| 155783 - | 2000 SH338             | 25 de setembre de 2000 | Haleakala            | NEAT          |
| 155784 - | 2000 SH345             | 19 de setembre de 2000 | Kitt Peak            | M. W. Buie    |
| 155785 - | 2000 SS351             | 29 de setembre de 2000 | Anderson Mesa        | LONEOS        |
| 155786 - | 2000 SD358             | 28 de setembre de 2000 | Anderson Mesa        | LONEOS        |
| 155787 - | 2000 SL365             | 21 de setembre de 2000 | Anderson Mesa        | LONEOS        |
| 155788 - | 2000 SR366             | 23 de setembre de 2000 | Anderson Mesa        | LONEOS        |
| 155789 - | 2000 TD9               | 1 d'octubre de 2000    | Socorro              | LINEAR        |
| 155790 - | 2000 TC10              | 1 d'octubre de 2000    | Socorro              | LINEAR        |
| 155791 - | 2000 TC15              | 1 d'octubre de 2000    | Socorro              | LINEAR        |
| 155792 - | 2000 TL26              | 2 d'octubre de 2000    | Socorro              | LINEAR        |
| 155793 - | 2000 TM37              | 1 d'octubre de 2000    | Socorro              | LINEAR        |
| 155794 - | 2000 TZ52              | 1 d'octubre de 2000    | Socorro              | LINEAR        |
| 155795 - | 2000 UG10              | 24 d'octubre de 2000   | Socorro              | LINEAR        |
| 155796 - | 2000 UQ13              | 24 d'octubre de 2000   | Črni Vrh             | Črni Vrh      |
| 155797 - | 2000 UM39              | 24 d'octubre de 2000   | Socorro              | LINEAR        |
| 155798 - | 2000 UU40              | 24 d'octubre de 2000   | Socorro              | LINEAR        |
| 155799 - | 2000 UO45              | 24 d'octubre de 2000   | Socorro              | LINEAR        |
| 155800 - | 2000 UT54              | 24 d'octubre de 2000   | Socorro              | LINEAR        |